# Balthasar de Cordes
Balthasar de Cordes (?, 1577 - Tidore, 5 januari 1601) was een koopman en kapitein van het schip de Trouw, dat deel uitmaakte van de vloot van Jacob Mahu en Simon de Cordes die in 1598/1599 via de Straat Magellaan naar Indië voer. De Cordes veroverde in maart 1599 voor korte tijd het Spaanse stadje Castro in Chili. Een jaar later werden hij en het grootste deel van zijn bemanning op Tidore door de Portugezen om het leven gebracht.

## Biografie
Balthasar de Cordes was een neef van Simon de Cordes, de viceadmiraal van de vloot, en telg van een koopmansfamilie oorspronkelijk afkomstig uit Antwerpen. Over Balthasars jeugd en achtergrond is verder alleen bekend dat hij rooms-katholiek was. 'Onsen Papistigen Capiteijn' werd hij aan boord wel genoemd. Hij was 21 toen de vloot uitvoer.

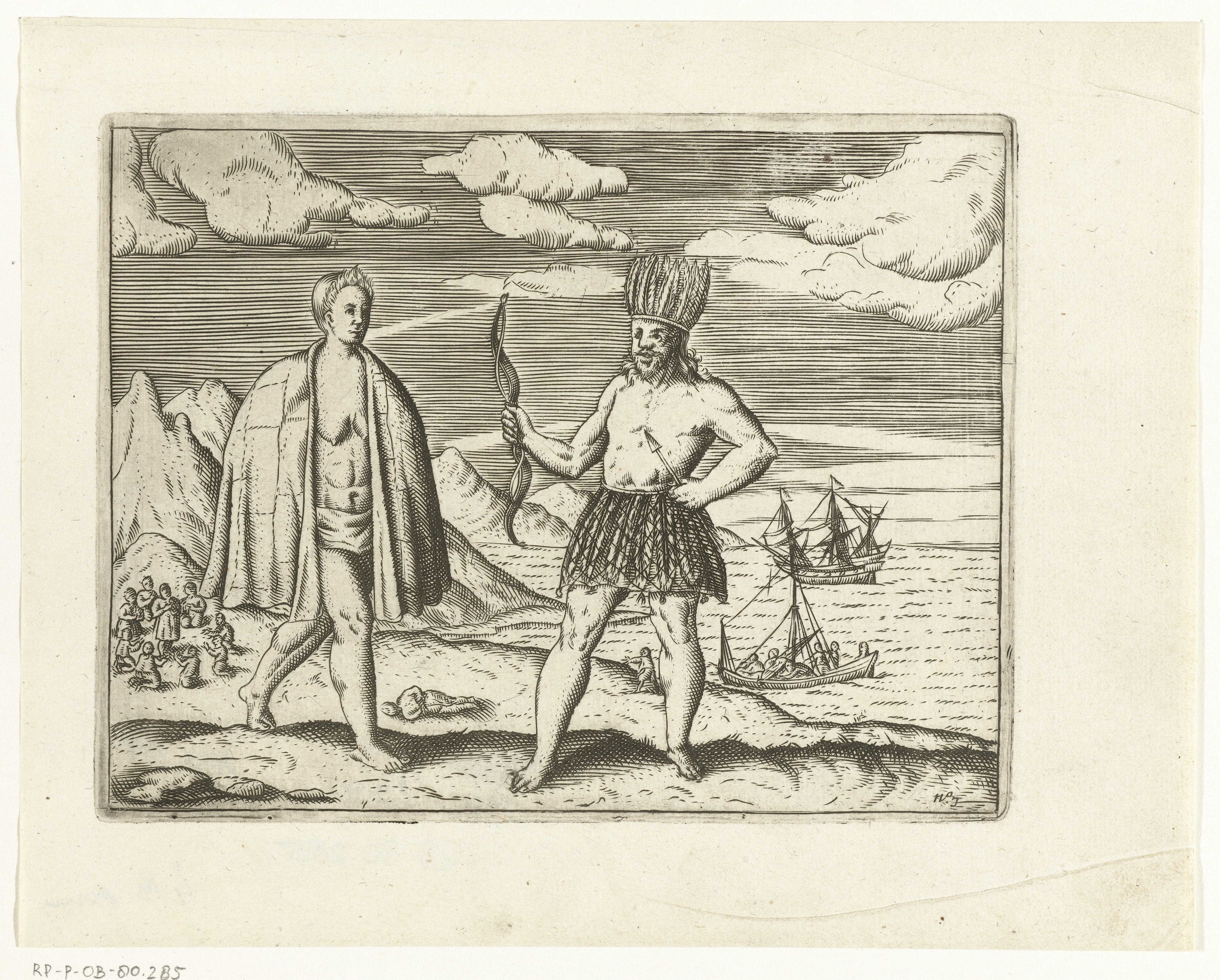
Vuurlanders. Illustratie uit het Wijdtloopigh Verhael, geschreven door de chirurgijn op het schip de Geloof Barent Potgieter, en uitgegeven in 1600.

### Naar Indië
De vloot, met de schepen de Hoop, Geloof, Liefde, Trouw en Blijde Boodschap, vertrok op 27 juni 1598 uit Rotterdam. Behalve kisten met zilveren realen van achten nam men allerhande koopwaar mee, zoals laken van Rouen, stukken fijn linnen, een wapenrok, doek, zijde, papier, glaswerk, ijzerwaren en ijzeren gereedschap, sloten, scharen, koperwerk, bellen, kralenkettingen en kindertrompetjes. De Trouw had 86 man en 16 kanonnen aan boord. Kapitein (bevelhebber, geen schipper) was Jurriaen van Bockholt (ook wel als Boekhout gespeld) uit Dordrecht. In september was de vloot bij de Kaapverdische Eilanden, waar een Portugees fort werd veroverd omdat de Portugezen hen geen voedsel wilden verkopen. De ziek geworden Mahu stierf aan boord van zijn schip op 23 september. Veel bemanningsleden stierven onderweg aan scheurbuik en andere ziektes. Ook van Bockholt stierf ('aan een teringe') op 28 april 1599, een maand na het binnenvaren van de Straat Magellaan, na een groot deel van de reis ziek te zijn geweest. De Cordes werd op 3 mei ondanks zijn jeugdige leeftijd met algemene stemmen gekozen tot zijn opvolger. Hij had naast zich als schipper Anthonis Anthonisz, een ervaren zeeman, die Swarte Teun werd genoemd.

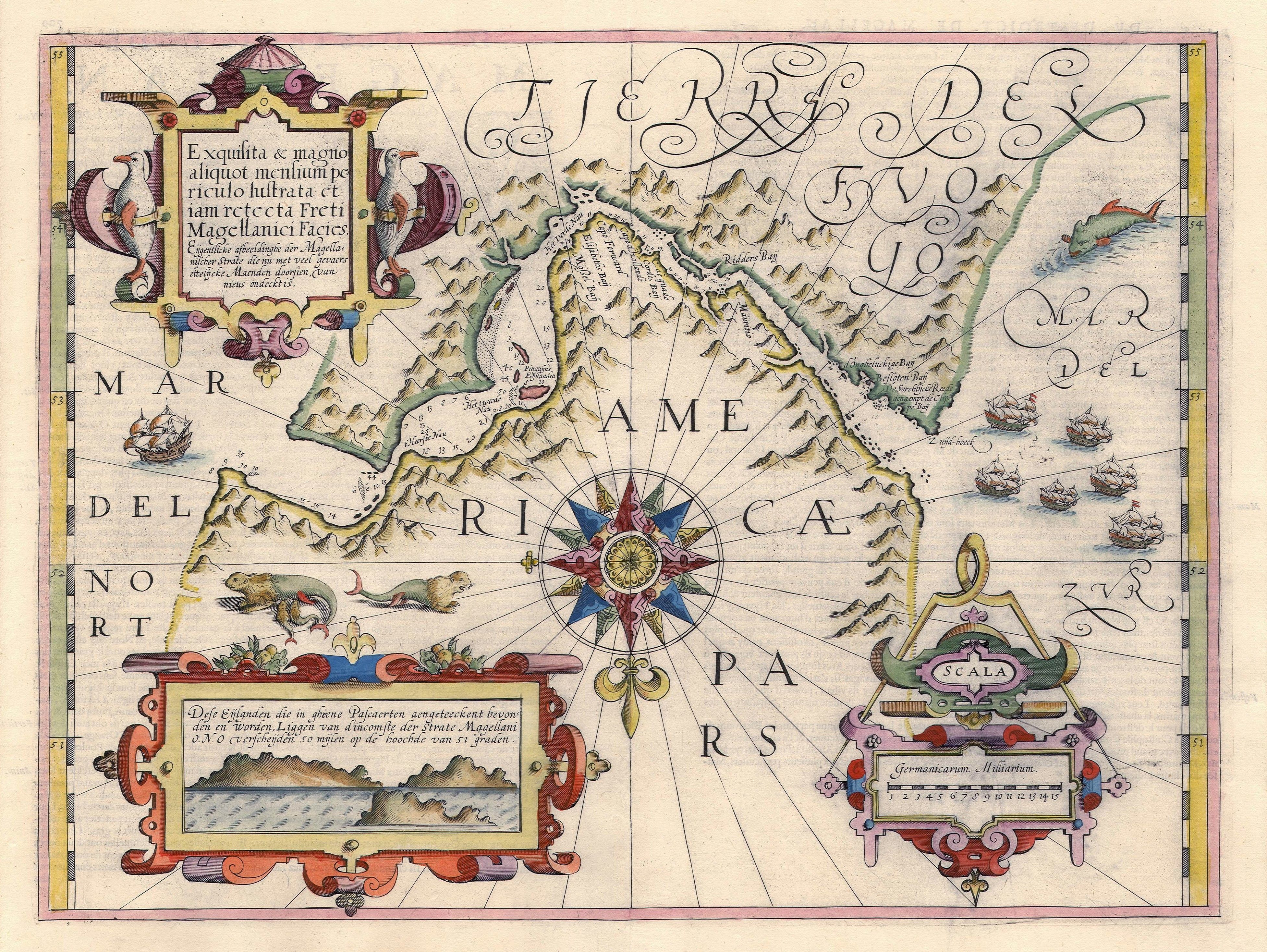
De Straat Magellaan met de Ridders Baai. Kaart uit 1606. Het zuiden (Terre des Fuego) is boven, de Grote Oceaan is rechts.

De schepen hadden grote moeite om rond het zuidelijkste punt van Zuid-Amerika te komen, waar het zelfs in de zomer koud, stormachtig en maximaal maar zeven uur helder is, zodat men rotsen en ijsbergen vaak niet kon zien. Gehinderd door tegenwind en zeestromen kostte het meer dan vijf maanden om door de Straat Magellaan te komen. Aan land gaan was gevaarlijk. Meerdere mannen van de Trouw raakten gewond toen ze beschoten werden met pijlen. De chirurgijn van de Geloof, Barent Potgieter, kwam over om ze te verplegen. Halverwege de Straat werd een ridderlijke broederschap gesloten door de 'principaele hoofden' van de vloot: Simon de Cordes, Gerrit van Beuningen, Sebald de Weert, Dirck Gerritsz 'China', Gilles Jansz (kapitein van de in de Straat uit vier meegebrachte stukken in elkaar gezette Postillon) en Balthasar de Cordes. Er werd een door allen ondertekend document opgesteld en aan de wal werd een gedenkteken geplaatst op een plek die men Ridders Baai noemde. Het werd direct na hun vertrek vernield door Vuurlanders, die ook de lijken van gestorven zeelieden opgroeven en verminkten. Aangekomen in de Grote Oceaan raakten de schepen door een storm van elkaar gescheiden en konden elkaar niet meer terugvinden. Ze vervolgden ieder hun eigen reis.

### Strijd in Chiloé
De Trouw en de Geloof werden door de storm weer teruggeworpen in de Straat. De Geloof, onder Sebald de Weert, keerde uiteindelijk door gebrek aan proviand en bemanning (nog maar 38 van de oorspronkelijke 110) terug naar Rotterdam. Ze zagen de Trouw voor het laatst op 11 december, toen het bij Ridders Baai lag. Latere lotgevallen van het schip zijn slechts te reconstrueren uit Spaanse bronnen en verklaringen van overlevenden. De Trouw was bij een volgende poging om uit de Straat te komen succesvol. Begin maart kwam het schip terecht op het eiland Chiloé voor de kust van Chili, waar de bemanning contact legde met de Mapuche (destijds Araucanen genoemd) om proviand te verkrijgen. Zij waren in opstand tegen de Spanjaarden en haalden De Cordes over om samen het stadje Castro te veroveren in ruil voor 'vierenseventich duijsent Pesos Gout, ider pesos waerdich ontrent vier Guldens'. Door zich tegenover de Spanjaarden eerst als kooplieden met goede bedoelingen voor te doen wisten de Nederlanders Castro in te nemen, waarna het geplunderd werd en zo'n dertig Spanjaarden de dood vonden. De Mapuche beloofden naar goud te gaan graven, en overhandigden begin mei enkele monsters. 'Dit Gout bestond in eenige cleijne stucxkens, ontrent anderhalff pont gewichte'. Kort daarna arriveerde een Spaanse legermacht van het vasteland die De Cordes en zijn mannen verdreef, waarbij 15 van hen sneuvelden. De overigen wisten de Trouw te bereiken. Het schip kwam verderop vast te zitten op een zandbank. Met veel moeite, en het geluk van een opkomende vloed en een gunstige wind, konden ze na een week met het schip ontkomen.

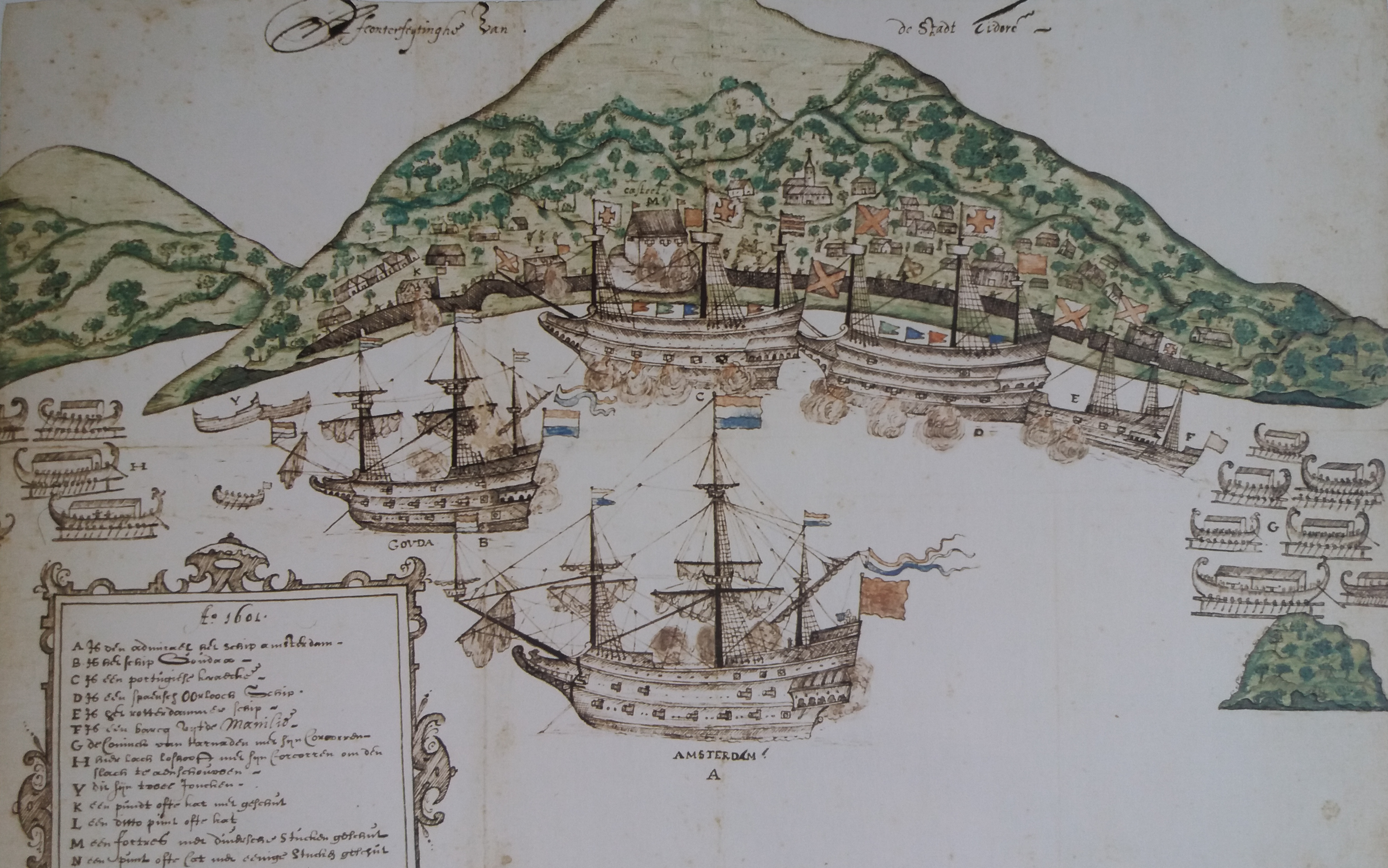
Tidore in juni 1601. De Amsterdam en de Gouda van Jacob van Neck in gevecht met drie Portugese schepen, waaronder de buitgemaakte Trouw (aangegeven met de letter E).

### Dood in Tidore
Met een bemanning die geslonken was tot slechts 24 man, waarvan sommigen gewond waren, en nog vier Mapuche die in Chiloé aan boord waren gekomen, stak de Trouw de Grote Oceaan over richting de Molukken. Eind 1600 kwam het schip aan in Ternate. Hier was een kort tevoren door Wybrand van Warwijck gestichte factorij onder leiding van Franck van der Does. Ondanks diens waarschuwing besloot De Cordes handel te gaan drijven op het naburige eiland Tidore, waar de Portugezen een fort hadden. In het algemeen probeerden de Portugezen de Nederlandse handel te blokkeren, maar de relatie met hen was nog niet per se vijandig, zoals die met de Spanjaarden. Bij Tidore aangekomen ging De Cordes er op 3 januari met enkele mannen aan wal met geschenken voor zowel de Portugese leiders als de vorst van Tidore, en kwam terug met het bericht dat hij contracten had afgesloten en de koopwaar van de Trouw kon ruilen voor een lading gariofelnagels (hoogste kwaliteit kruidnagels). De zich vriendelijk voordoende Portugezen kwamen vervolgens aan boord van de Trouw maar hadden messen onder hun kleding verborgen, waarmee ze de meeste bemanningsleden een voor een doodstaken. De met een schuit van de wal terugkerende De Cordes trof hetzelfde lot. De Trouw werd door de Portugezen toegevoegd aan hun eigen twee schepen op Tidore. Zes bemanningsleden overleefden de moordpartij en werden naar Goa, Malakka en Manilla gevoerd. Een van hen, de jonge timmerman Gijs Janssen, kwam op Ambon terecht en werd daar in maart 1602 door de Portugezen met de vloot van Wolfert Harmensz geruild voor Portugese gevangenen. Hij overleed echter in augustus aan de 'bloet ganck' (een symptoom van scheurbuik). Drie van hen kwamen eind 1603 terug in Nederland, waar ze in november een verklaring aflegden: Anthonis Anthonisz, Aert Anthonisz en Joris Adriaensz. De matroos Mees Sandersz liet een verslag na getiteld Notitie van ’t geene is wedervaren inde Zuijtzee op de Custe van Chili, inde haven van Chijleweij, het schip genaemt de Trouwe, dat verhaalt van de gebeurtenissen op Chiloé tot 26 mei. Zijn lot is echter onbekend.